# غارية
الغارية (الاسم العلمي: Lauraceae) وهي فصيلة نبات الغار تشمل الغار الحقيقي وأقاربها. تضم هذه الفصيلة أكثر من 3,000 نوع من النباتات المزهرة في أكثر من 50 جنس في جميع أنحاء العالم. تكثر بشكل رئيسي في المناطق المعتدلة والمدارية الحارة، وخاصة جنوب شرق آسيا وأمريكا الجنوبية. معظم أشجارها أو شجيراتها عطرية دائمة الخضرة، ولكن جنس واحد أو اثنين متساقطة مثل الساسافراس، وجنس حامول الغار من الكروم الطفيلية.